# Cờ sao trắng
Cờ sao trắng là tên gọi lá cờ biểu trưng của Mặt trận Quốc dân Đảng Việt Nam, hiện nay được sử dụng làm Đảng kỳ của hai tổ chức chính trị Đại Việt Quốc dân Đảng và Việt Nam Quốc dân Đảng, bên cạnh đó còn có những phiên bản chỉnh sửa chi tiết của Đảng Tân Đại Việt và Đại Việt Cách mạng Đảng.

## Đặc điểm
- Tên gọi: Cờ sao trắng
- Tỉ lệ: 2:3
- Năm ra đời: 1938
- Tác giả: Trương Tử Anh[1]
- Mô tả: Nền đỏ, chính giữa có ngôi sao trắng lồng trong vòng tròn xanh lam.

| Màu     | Đỏ          | Lam         | Trắng         |
| ------- | ----------- | ----------- | ------------- |
| Pantone | Red 032     | Reflex Blue | Safe          |
| CMYK    | 0.90.86.0   | 100.70.0.5  | 0.0.0.0       |
| RGB     | (250,60,50) | (0,85,164)  | (255,255,255) |
| HTML    | #EF4135     | #0055A4     | #FFFFFF       |
| NCS     | S 0580 Y80R | S 2565 R80B | base color    |

## Lịch sử
Lá cờ sao trắng thuở ban đầu do Trương Tử Anh thiết kế, được treo tại trụ sở Tỉnh bộ Đại Việt Quốc dân Đảng Phú Yên (được coi như Tổ đình của tổ chức) và sử dụng cho toàn Đảng từ năm 1939 đến về sau.
Sau khi Việt Minh thực hiện cuộc khởi nghĩa Cách mạng Tháng Tám và thành lập chính phủ Việt Nam Dân chủ Cộng hòa (2 tháng 9 năm 1945), vào ngày 15 tháng 12 năm 1945, ở phố Jambert, khu Ngũ Xã (Hà Nội), thực hiện Nghị quyết Trùng Khánh, Mặt trận Quốc dân Đảng Việt Nam ra đời với nòng cốt bao gồm Việt Nam Quốc dân đảng, Đại Việt Quốc dân Đảng, Đại Việt Dân chính Đảng nhằm đối kháng với những cuộc thanh trừng của Việt Minh. Hội nghị nhất trí lấy cờ sao trắng làm hiệu kỳ Mặt trận. Về sau được Đại Việt Quốc dân Đảng và Việt Nam Quốc dân Đảng dùng chung mẫu làm Đảng kỳ.
Giai đoạn 1964-1965, nội bộ Đại Việt Quốc dân Đảng lục đục rồi chia rẽ, hai tổ chức Đảng Tân Đại Việt và Đại Việt Cách mạng Đảng lần lượt ra đời, Đảng kỳ của mỗi chính đảng lại thiết kế theo cách riêng, tuy vẫn trung thành với mẫu cũ.

Đảng Tân Đại Việt
Đại Việt Cách mạng Đảng

| Màu     | Đỏ          | Vàng        | Lam         | Trắng         |
| ------- | ----------- | ----------- | ----------- | ------------- |
| Pantone | Red 032     | Yellow 116  | Reflex Blue | Safe          |
| CMYK    | 0.90.86.0   | 0.0.100.0   | 100.70.0.5  | 0.0.0.0       |
| RGB     | (250,60,50) | (255,255,0) | (0,85,164)  | (255,255,255) |
| HTML    | #EF4135     | #FFFF00     | #0055A4     | #FFFFFF       |
| NCS     | S 0580 Y80R | S 0570 G70Y | S 2565 R80B | base color    |

## Bài hát
Phỏng theo ý nghĩa cờ sao trắng, nhạc sĩ Lê Ninh đã sáng tác ca khúc "Cờ Sao Trắng", ca khúc này được sử dụng làm Đảng ca của Việt Nam Quốc dân Đảng.

Bản nhạc "Cờ Sao Trắng" do Lê Ninh (bí danh Lê Khang) sáng tác.